# Севенард, Константин Юрьевич
Константин Юрьевич Севенард (род. 16 ноября 1967, Асуан) — российский политический деятель, депутат Государственной думы третьего созыва.

## Биография
Внук Цели́ны Иосифовны Кшесинской (1911—1959), племянницы знаменитой русской балерины Матильды Кшесинской.
Отец — Севенард Юрий Константинович — депутат Государственной Думы ФС РФ первого и второго созывов.
Окончил Ленинградский политехнический институт имени М. И. Калинина по специальности «инженер-гидротехник-строитель».
Дочь — российская балерина Элеонора Севенард.

### Депутат госдумы
19 декабря 1999 года баллотировался в депутаты Государственной Думы ФС РФ третьего созыва в одномандатном округе 210 (Санкт-Петербург), получил 13,59 % голосов избирателей (второе место) (Больше всего «голосов» получил «против всех», затем Анатолий Голов, на третьем месте был Михаил Боярский). Выборы были признаны несостоявшимися. 26 марта 2000 года избран депутатом Государственной Думы ФС РФ третьего созыва на повторных выборах в Северо-Западном одномандатном округе 210.